# Monda De Munck
Monda De Munck (Hasselt, 10 april 1922 – As, 17 juni 2010) was een Vlaams schrijfster, bekend voor haar werk in cursiefjes en romans.
Monda De Munck bouwde haar romans vaak op rond sterke vrouwen, die vaak de typische vrouwenrol opnamen, namelijk 'de vrouw des huizes'. Ook haar liefde voor Limburg, meer bepaald de natuur die daar aanwezig is, is een aanwezig thema in haar werken. 

## Levensloop
De Munck is de dochter van August Celestin Marie De Munck en Irma De Maesschalck. In 1952 trouwde zij met architect Mathieu Driessen, die zelf voornamelijk volkskundige werken publiceerde. Samen kregen zij acht kinderen: Hugh, Ann, Gertie, Jos, Geert, Jan, Lia en Iny. Hun oudste dochter Ann Driessen (1954) werkte drie decennia lang als freelance journaliste en werd daarna auteur van (hoofdzakelijk) waargebeurde verhalen. De jongste dochter Iny Driessen (1961- 2015) heeft een 70-tal publicaties op haar naam (o.m. jeugdboeken). Het gezin woonde in de statige architectenwoning in de Dorpstraat te As, die gebouwd werd in 1952 door De Munck en haar man. Het huis kreeg de naam Dalvajoes, wat een verwijzing was naar De Munck haar roman De vrouwen van Dalvajoes, waarmee ze in 1948 debuteerde.
Monda De Munck was echter hiervoor al actief als schrijfster. Zo won ze in 1946 de provinciale novellewedstrijd Prijs des zeven Kolenmijnen met haar novelle Marienni, een missieverhaal uit 1943. Dit werd in vier afleveringen in het tijdschrift De Tijdspiegel (april-juli 1946) gepubliceerd. Twee jaar later won ze met deze novelle de Prijs van de Nieuwe Gemeenschap. Met haar roman Dit is het paradijs won ze in 1951 de Vlieberghprijs van het Davidsfonds.
In 1954 ging de eerste Limburgvaart van de Vereniging van Vlaamse Letterkundigen door. Er word gespeculeerd dat de 'De Munck' die op de aanwezigenlijst aangegeven staat, Monda De Munck was, maar hier bestaat nog geen zekerheid over. Ook bij de tweede Limburgvaart van de Vereniging van Vlaamse Letterkundigen staar er een 'De Munck' op de gastenlijst. Opnieuw wordt er hier gedacht aan Monda De Munck, omdat zij lid was van deze vereniging. Zij was ook lid van de Vereniging van Limburgse Auteurs, van het Christelijk Vlaams Kunstenaarsverbond, de Vereniging van Kunstenaars voor de Jeugd, de Vereniging van Schrijvers voor de Jeugd, van Vlamingen in de wereld, van de Raad van Beheer van het tijdschrift Schuim en van het Lavki-comité. Van 1956 tot 1976 was Monda De Munck lid van het Bestuur van de Vereniging van Limburgse Schrijvers.
Op 22 juni 1977 was Monda De Munck aanwezig bij een Persvoorstelling van het IPC te Brussel. Dit was voor het boek Vrouwen in Vlaanderen schrijven NU dat ze samen met 22 andere schrijfsters verwezenlijkt heeft.
In 2002 overleed haar man Mathieu Driessen op 81-jarige leeftijd. Monda De Munck overleed in 2010 in huize Dalvajoes op 88-jarige leeftijd.
In 2024 werkte haar dochter Ann Driessen samen met andere leden van de familie om cursiefjes van Monda te bundelen en uit te brengen. Kinderen toegelaten bestaat uit 125 cursiefjes van de periode 1955-2000 en vertelt over het 'echte leven' in een gezin met acht kinderen.

## Publicaties
- Prisca Maria (1948)
- De tegenstander zonder gelaat (1957)
- Leven en werk van Lambert Swerts (1977)

### Sprookjes
- Van Goldilock tot koning Bagdomar en de Sage van het Drakenveld (1945)
- Eci Thone’s onredelijke liefde (1945)
- Zilverdingske/De beroerde tijden van Pinnemutsenland (1949)
- De vijf zonen van koning Grijsbaard (1948)
- Kleine Bjorn en de bruine beren (1958)
- Marlevijnte (in de Nederlandse leesserie Hoy, 1964)

### Jeugdboek
- Itembé Ohee (1956) heruitgegeven onder de titel Het blanke beest (1976)
- De A.B.C. kinderen (1990)

### Romans
- De vrouwen van Dalvajoes (1948, soort episch familieverhaal)
- Mattie (1950, heruitgegeven in Nederland in 1976 onder de titel Nooit zal je me verlaten)
- Dit is het Paradijs (1952, bekroond met Vlieberghprijs van het Davidsfonds)
- Maar zij hadden voeten (1955, bekroond met de Thijmfondsprijs)
- De Vrouw met de Lamp (2de Vlaamse Prijs en 4de Nederlandse Prijs In internationale prijskamp voor het beste kortverhaal)

### Novelle(bundels)
- Marienni (1944, bekroond met de Limburgse Prijs der zeven Mijnen)
- Lya (1945, bekroond met Stichtingsprijs Nieuwe Gemeenschap)
- Morgen verwittigt niet (1959)
- De rechtvaardige rechters in Zo zei de vrouw (1975)
- Het geweld in Vrouwen in Vlaanderen schrijven NU (1977)
- Congres in Salzbrug in Dag, kind! (1978)
- Kinderen toegelaten (s.d., cursiefjes)
- Nooit zal je mij verlaten (s.d.)

- Digitale Bibliotheek voor de Nederlandse Letteren: munc003